# Орфанотрофио (Фрозиноне)
Орфанотрофио је насеље у Италији у округу Фрозиноне, региону Лацио.
Према процени из 2011. у насељу је живело 113 становника. Насеље се налази на надморској висини од 60 м.